# Evelyn Vásquez (née en 1974)
Pour les articles homonymes, voir Evelyn Vasquez et Vasquez.
Evelyn Vásquez est une ingénieure chimiste et femme politique vénézuélienne, née le 14 octobre 1974. Elle est l'actuelle ministre vénézuélienne de l'Attention aux eaux depuis le 18 juin 2018.

## Carrière civile
Elle a été ingénieure process à la compagnie Sidor, ou Siderúrgica del Orinoco, une entreprise d'État chargé de la production d'acier, et ingénieure de recherches à l'institut de technologie vénézuélienne pour le pétrole (Instituto de Tecnología Venezolana para el Petróleo ou Intevep, en espagnol).

## Carrière politique
Elle est nommée le 19 janvier 2016 présidente de Hidrocapital, la compagnie des eaux de la région capitale de Caracas créée en 1991, poste qu'elle occupe jusqu'en février 2017, remplacée par Eddison Torrealba. Le même jour et par décret no 1187 du Journal officiel no 40831, elle est nommée vice-ministre au ministère de l'Écosocialisme et des Eaux.
Elle est nommée ministre vénézuélienne de l'Attention aux eaux par le président Nicolas Maduro le 18 juin 2018, date de création du ministère dont elle est la première titulaire. Elle est également l'actuelle présidente de Hidroven, la compagnie nationale des eaux fondée en 1990, passée sous le giron du nouveau ministère de l'Attention aux eaux à sa création en juin 2018. 